# Prins Henry's lijstergaai
Prins Henry's lijstergaai (Trochalopteron henrici; synoniem: Garrulax henrici) is een zangvogel uit de familie Leiothrichidae. Deze vogel is genoemd naar de Franse ontdekkingsreiziger Prins Henri van Orleans die het holotype had verzameld op een reis naar Tibet in 1890.

## Verspreiding en leefgebied
Deze soort is endemisch in Tibet en telt twee ondersoorten:
- T. h. henrici: zuidelijk Tibet.
- T. h. gucenense: zuidoostelijk Tibet.

## Status
De grootte van de populatie is niet gekwantificeerd maar de soort wordt omschreven als zeldzaam tot plaatselijk algemeen. Op de Rode lijst van de IUCN heeft deze soort de status niet bedreigd.